# Saint-Servan
Ne pas confondre avec Saint-Servant dans le Morbihan

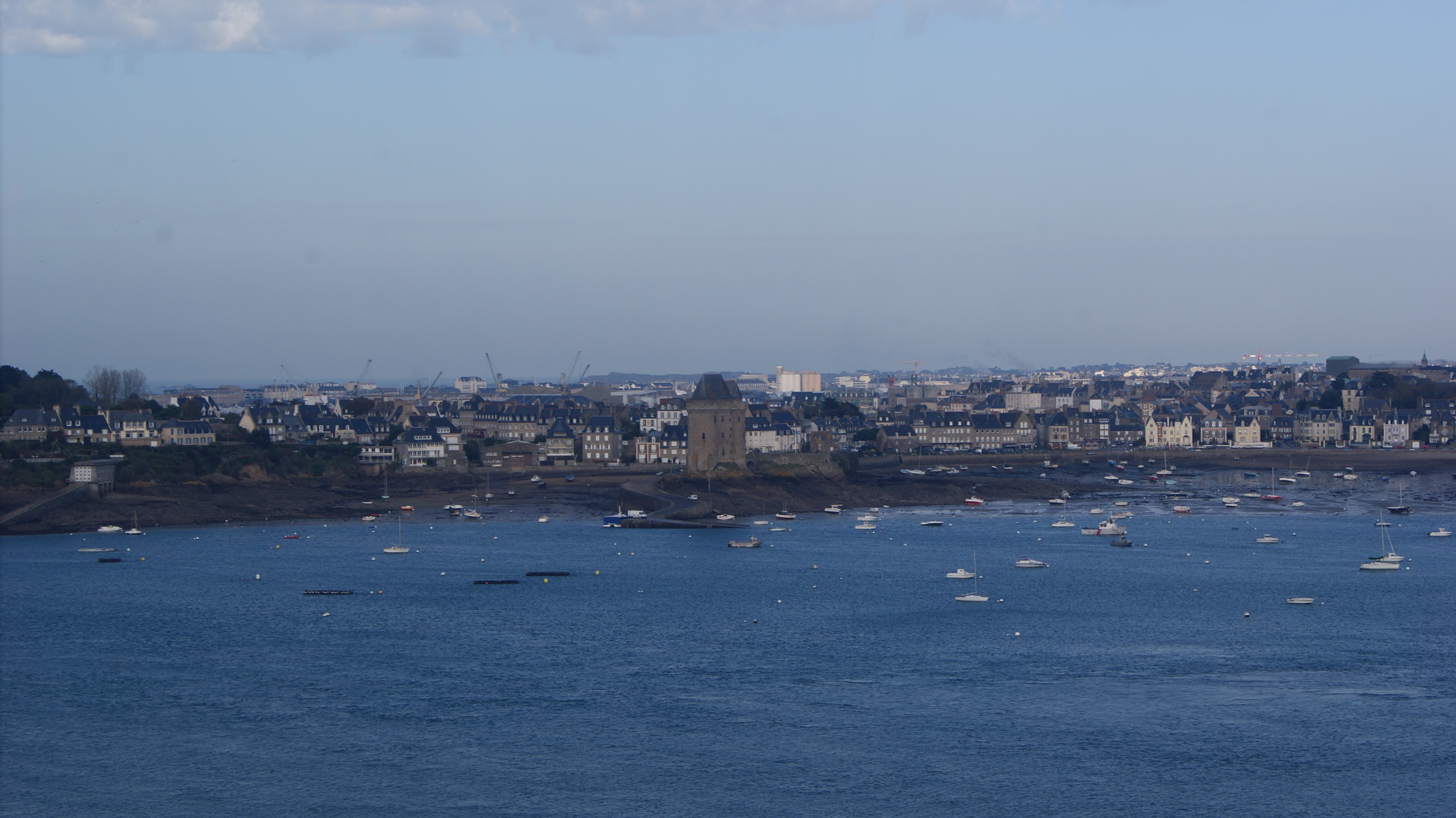
Vue sur Saint-Servan depuis le toit de l’hôtel Beauvallon à Dinard.

Saint-Servan est une ancienne commune française, qui a été rattachée avec Paramé le 30 octobre 1967 à la ville de Saint-Malo, dont elle est devenue un quartier (elle occupait l'actuel quartier de Saint-Servan-Solidor et les autres quartiers du sud).
Elle est située sur l'emplacement de l'ancienne cité gallo-romaine d'Aleth. Historiquement, Saint-Malo et Saint-Servan ont longtemps été rivales.

## Géographie
Saint-Servan est située au nord du département d'Ille-et-Vilaine en région Bretagne, en France. Elle fait partie du pays de Saint-Malo. Elle est située en bord de mer, le long de la Manche.
Parmi les différents fiefs, et lieux-dits : Quelmer et son cimetière marin.

## Toponymie
Durant la Révolution, la commune porte le nom de Port-Solidor.
En 1920, la commune est renommée Saint-Servan-sur-Mer.

## Histoire

### Époque romaine
La cité romaine d'Aleth était le centre d'une région agricole : plus de 500 établissements agricoles édifiés à l'époque romaine ont été identifiés dans un rayon de 35 kilomètres. Le petit village maritime devint une cité importante dotée d'une véritable enceinte fortifiée. Elle est en partie abandonnée pour Corseul à la fin du règne d'Auguste (14 ap. J.-C.) mais reprend de l'importance lorsque la crainte des Barbares pousse les Romains à dégarnir Corseul pour regrouper leurs troupes à Aleth. La cité devient la capitale de la civitas (du district) des Coriosolites pendant cent ans. Puis, vers 370, les troupes cantonnées à Aleth quittent la ville pour assurer la défense des frontières orientales de l'Empire. Les Latins quittent la cité, les premiers Bretons débarquent. En 420, Aleth est toujours la capitale d'une civitas romaine mais l'administration romaine a déserté la ville[réf. nécessaire].
Des pans du mur d'enceinte de l'ancien castellum romain épais d'un mètre cinquante d'épaisseur sont toujours visibles en 2025. Dans le port Solidor, les archéologues ont découvert, en 1973, les restes d'une station de pompage remontant à l'époque romaine qui permettait l'approvisionnement des bateaux en eau douce et qui comprenait une machinerie de 1 500 kg avec des pistons de bronze et soupapes de cuir ; elle alimentait sept canalisations qui, elles-mêmes, débouchaient sur des fontaines[réf. nécessaire].

### Moyen Âge

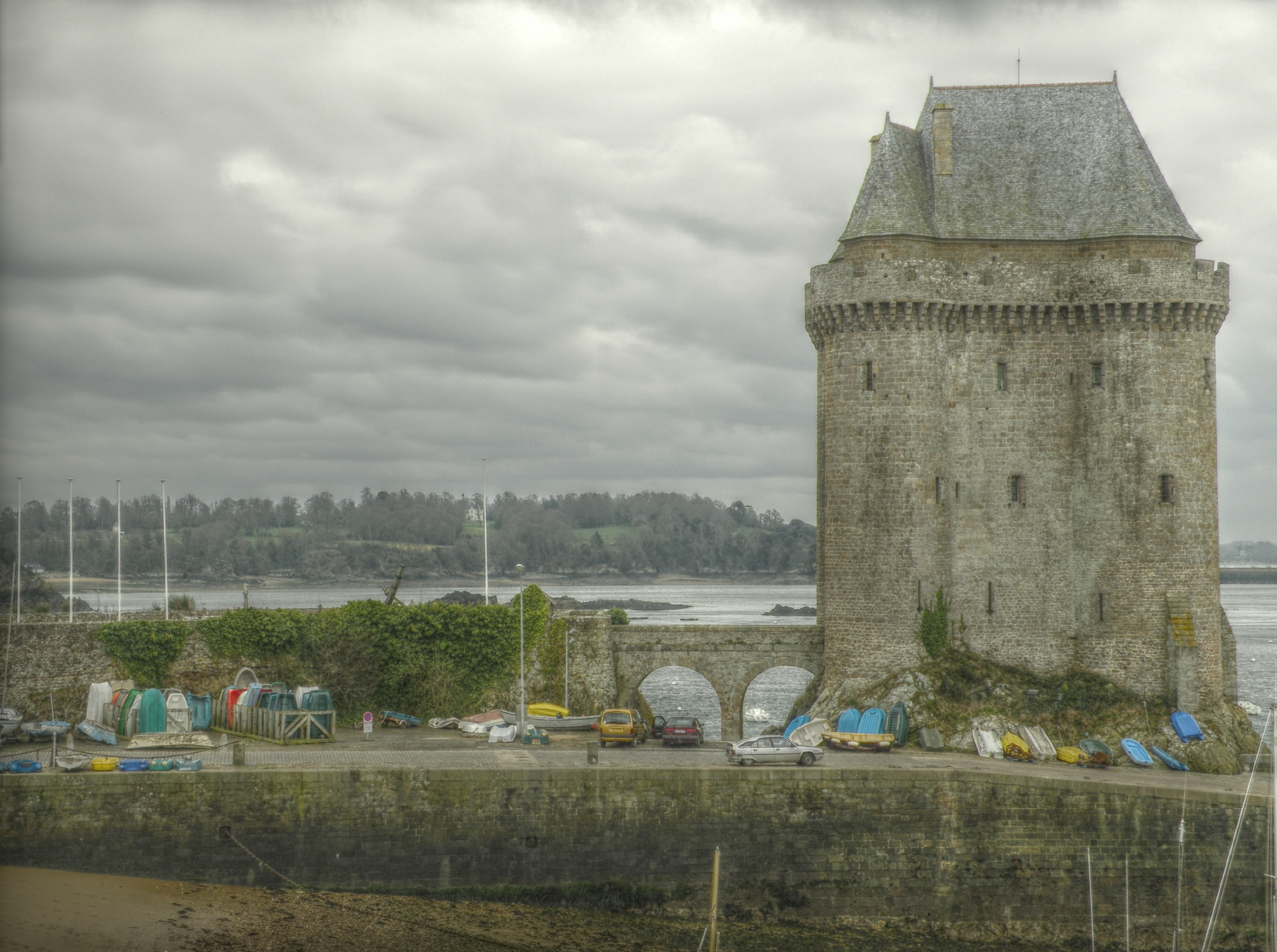
La tour Solidor.

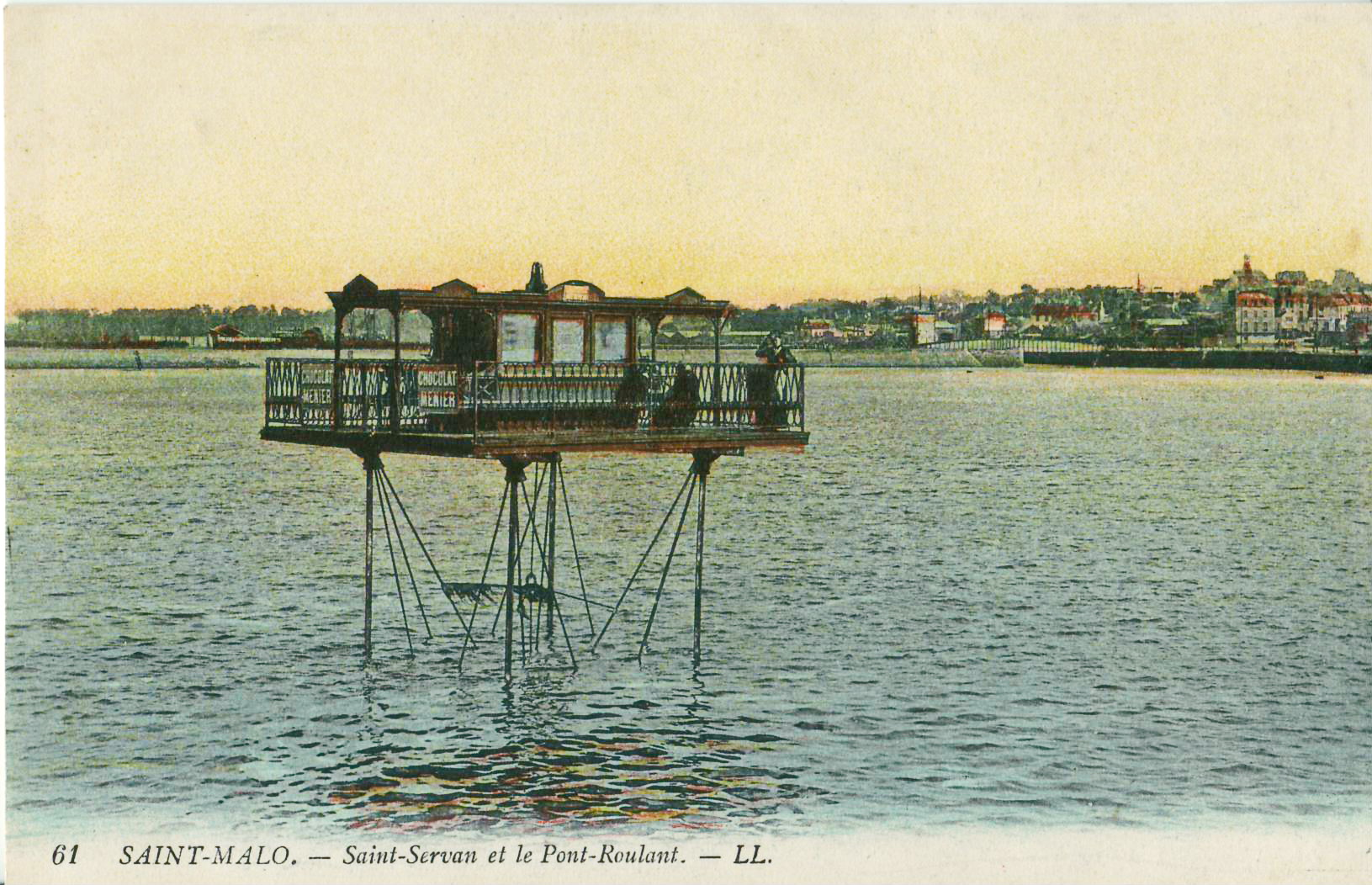
Saint-Malo et Saint-Servan furent reliés, de 1873 à 1922, par un pont roulant marin.

La cité continue à être un port actif après le départ des Romains. Elle devient le siège d'un évêché (attesté à partir du VIIIe siècle) et est dotée d'une cathédrale (Saint-Pierre), construite à l'époque carolingienne en style roman, dont subsistent en 2025 le chœur et les soubassements.
L'installation des Vikings sur la Rance pendant 30 ans est sans doute à l'origine de la reconstruction de la cathédrale vers 1150 sur le rocher voisin de Saint-Malo par l'évêque Jean de Châtillon (1098-1163),, évêque d'Aleth de 1142 à 1146, puis de Saint-Malo de 1146 à 1163.
En 1255, Guillaume du Mottay conduit une révolte des Servannais contre la prééminence de Saint-Malo.
La tour Solidor est édifiée entre 1379 et 1384 sur ordre du duc Jean IV sous la direction de son architecte Étienne Le Ture, sur les fondations de l'ancienne tour viking d'Oreigle. Cette construction est utilisée pour contrôler le trafic sur la Rance, face à la ville de Saint-Malo qui a intégré le royaume de France.
En juin 1378, des troupes anglaises menées par le duc de Lancastre débarquent à Rothéneuf et assiègent Saint-Malo pour le compte de Jean IV. Les défenseurs malouins résistent et, en novembre, plusieurs milliers de soldats français menés par Bertrand du Guesclin arrivent à Saint-Servan, aux Bas-Sablons, entraînant la retraite des Anglais.
L’aventurier Auguste Duhaut-Cilly, maire de Saint-Servan en 1836, a réalisé un tour du monde sur son navire Le Héros. Il a exploré les côtes ouest de l’Amérique, et s’est rendu à Hawaï.

### Époque moderne
Aux XVIIe et XVIIIe siècles, la ville se développe de part et d'autre de l'artère principale, devenue aujourd'hui la rue Ville-Pépin.
Malgré le refus des habitants, Saint-Servan est intégrée à Saint-Malo sur ordre du roi de France Louis XV et le reste jusqu'à la Révolution française.
Durant la guerre de Sept Ans, Saint-Servan est attaquée par les Britanniques, qui incendient 80 navires à Solidor le 4 juin 1754 et se replient sur Cancale.

### Révolution française
En 1789, la ville se proclame « commune distincte » et affirme son indépendance par rapport à Saint-Malo. La ville compte alors 10 000 habitants.

### LeXIXesiècle
Sous la monarchie, l'Empire et la Troisième République, on construit des bateaux dans l'anse Solidor, à la Cité[réf. nécessaire].
Une communauté importante provenant du Royaume-Uni s'installe à Saint-Servan pour le commerce. La plupart sont enterrés dans le carré protestant au cimetière de la Vigne au Chapt. En 1822, un temple protestant est ouvert dans la ville.
Louis Duchesne voit le jour le 13 septembre 1843. En 1849, Jean-Baptiste Duchesne fonde le comptoir de la Société de l'Océanie à Oregon City, aux États-Unis.
Saint-Servan, dont l'activité économique repose sur la pêche à la morue et la construction navale, connaît un déclin relatif vers 1850 puisque la région manque de voies de communication. Certains Servannais émigrent en Californie lors de la loterie des lingots d'or entre 1851 et 1853 : les Boudan, Buisson, Cassagne, Louis Miniac, etc.
En 1869, un grand hôtel de ville est édifié sur la place centrale par Hippolyte Béziers-Lafosse.
Le 1er mars 1870, l'huissier servannais Roty est assassiné[réf. nécessaire].
Le 9 novembre 1873, l'homme politique, militaire et diplomate Jean-Baptiste Cécille meurt dans la commune.
En 1887, l'ancien maire de Saint-Servan Alexandre Chèvremont décrit ainsi la ville : « petite ville paisible et gracieuse, demi-champêtre et demi-maritime, nonchalamment assise sur ses cinq collines, en face de son heureuse rivale [Saint Malo] »

### LeXXesiècle

#### LaBelle Époque
Le 23 février 1906, l'inventaire des biens de l'église conduit à l'arrestation de trois officiers du 47e régiment d'infanterie, L'officier Joseph Cléret de Langavant, qui a refusé de forcer les portes de l'église paroissiale, passe en conseil de guerre et est exclu de l'armée.
En 1909, le Servannais Marie-Ange Tardivel est impliqué dans l'affaire Steinlen[réf. nécessaire].

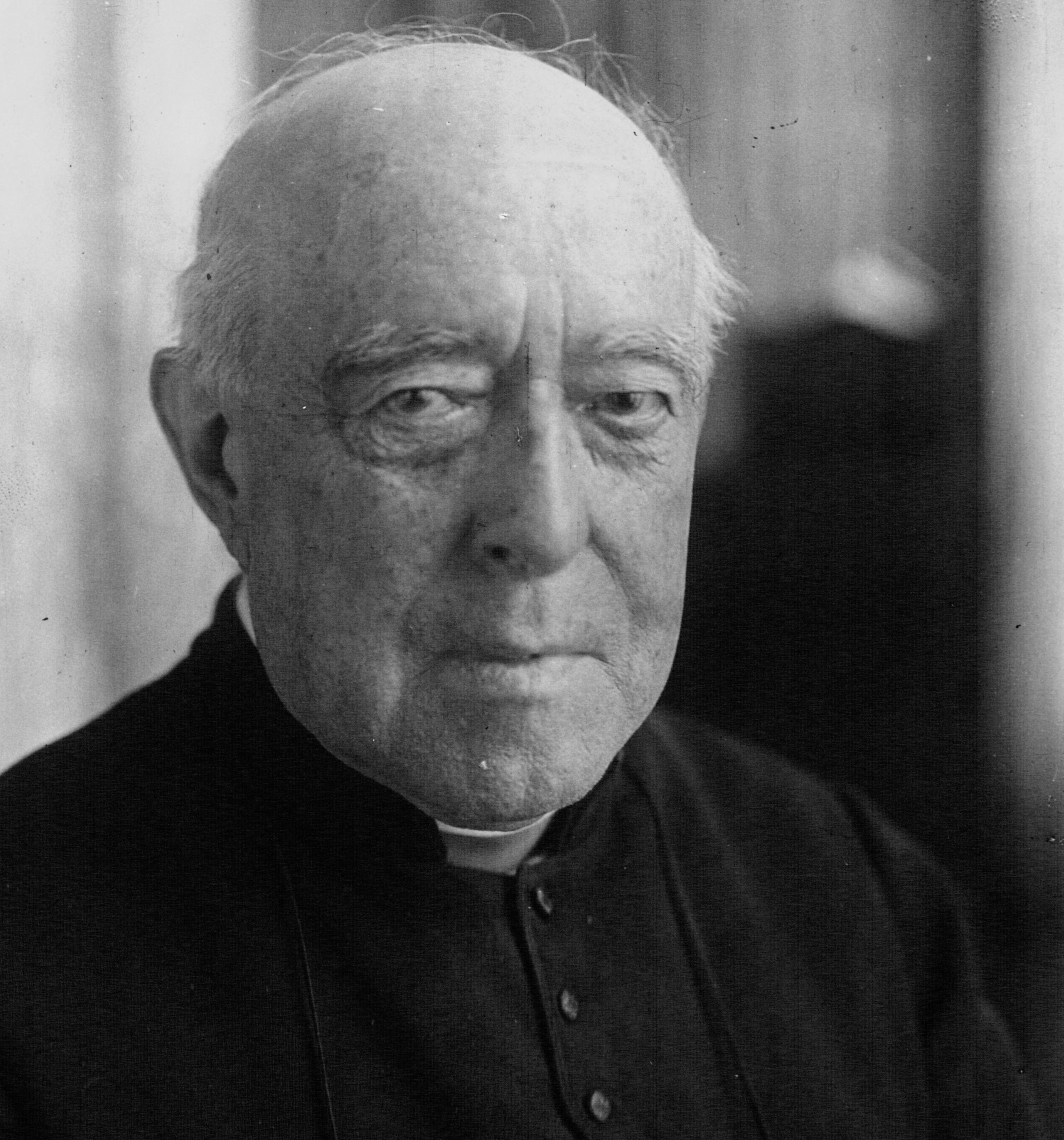
L'académicien Louis Duchesne en 1920.

En 1911, l'historien et archéologue servannais Louis Duchesne est élu à l'Académie française, au fauteuil no 36.
L'union sportive servannaise, fondée par des Anglais, et composée presque uniquement de joueurs britanniques, remporte pratiquement toutes les compétitions de football organisées en Bretagne avant 1914.

#### La Première Guerre mondiale
Le Monument aux morts de Saint-Servan porte les noms de trois cent cinquante trois soldats morts pour la France pendant la Première Guerre mondiale.
Edmond Nowé, né en 1888 à Saint-Servan, soldat au 5e bataillon d'infanterie légère d'Afrique, fut fusillé pour l'exemple le 21 octobre 1915 à Alger pour « crimes suivis de vol ». Pierre Le Gruiec, né en 1890 à Saint-Servan, soldat au 120e régiment d'infanterie, fut aussi fusillé pour l'exemple le 10 septembre 1916 à Somme-Yèvre (Marne).
Sur le monument aux morts de Saint-Servan dédié à la Première Guerre mondiale, figurent 434 noms. Depuis le 14 juillet 2017, à l'occasion du 50e anniversaire de la fusion des trois villes (Saint-Malo, Saint-Servan et Paramé), les trois monuments ont été réunis sur l'esplanade de Rocabey face à l'église Notre Dame, sur les deux côtés six stèles en granit où sont gravés les noms des 79 victimes de la Seconde Guerre mondiale, ainsi que 271 victimes civiles de cette dernière, 30 noms de la guerre d'Indochine, 26 de la (guerre) d'Algérie, deux de Corée et une pour service rendu à la Nation.

#### L'entre-deux-guerres
En 1920, le poète René Martineau, intime de Léon Bloy et ami de Georges Hugnet ainsi que de Rouault, s'installe au manoir de la Verderie. Il y crée un cénacle fréquenté par Théophile Briant, Paul Vimereu, Gustave Bord, François Tuloup, Roger Vercel, André Savignon, Esnoul Le Sénéchal…[réf. nécessaire]
L'actuelle station de biologie marine de Dinard, située à Dinard depuis 1935, avait d'abord été installée à l'île Tatihou de 1887 à 1923 puis à Saint-Servan de 1924 à 1935.
En septembre 1927, le marin Louis Barré meurt lors de la mutinerie du Terreneuvien Saint-Mathurin[réf. nécessaire].
En juillet 1937, le colonel Maurice Guillaume, patron du journal Choc, est agressé par quatre membres du Parti social français à son château de la Mothe, à Saint-Servan[réf. souhaitée].
En 1938, le maire et ministre de l'Air Guy La Chambre épouse la chanteuse Cora Madou dans l'église Saint-Jean-l'Évangéliste de Saint-Servan.

#### La Seconde Guerre mondiale et après-guerre
Le monument aux morts de Saint-Servan porte les noms de 150 personnes mortes pour la France pendant la Seconde Guerre mondiale. Parmi eux, plusieurs résistants morts en déportation comme André Bourhis, François Godest[réf. nécessaire], Robert Hamoniau[réf. nécessaire], Gaston Thouvenot, etc.
Onze soldats originaires de Saint-Servan sont morts pendant la guerre d'Indochine, un pendant la guerre de Corée et sept pendant la guerre d'Algérie.

#### La fusion avec Saint-Malo

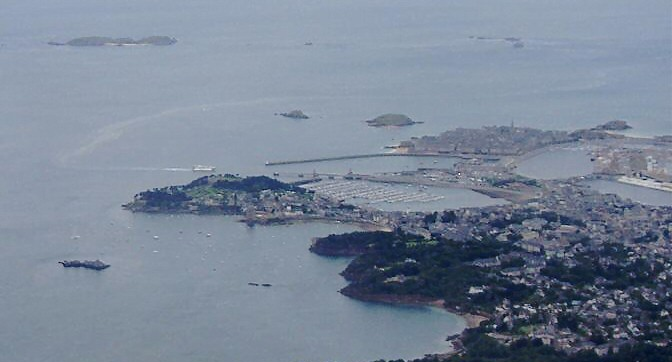
Saint Malo et Saint Servan vus du ciel.

La construction de l'usine marémotrice de la Rance en 1966 permet de relier Saint-Servan à Dinard par la route départementale 168.
En 1967, Saint-Servan-sur-Mer fusionne avec les communes de Paramé et de Saint-Malo et est désormais un quartier de Saint-Malo.

## Politique et administration

### Liste des maires de Saint-Servan
| Période | Période | Identité | Étiquette | Qualité |
| ------- | ------- | -------- | --------- | ------- |

|-
|  
|  
|  
|  
|  
|-
| 1790
| 1790
| Alexandre Duparquier
|  
| Négociant
|-
| 1790
| 1794
| Pierre Lemoine
|  
| Président de la municipalité
|-
| 1795
| 1797
| Luc-François Pointel
|  
|  
|-
| 1797
| 1797
| Joseph Claude Marie de Coutances
|  
|  
|-
| 1797
| 1797
| Michel Louis Leturc
|  
|  
|-
| 1797
| 1798
| Jean Olivier Carrouge
|  
|  
|-
| 1798
| 1799
| Yves Joseph Tresvaux
|  
|  
|-
| 1801
| 1808
| Luc-François Pointel
|  
|  
|-
| 1808
| 1815
| Ambroise Bougourd
|  
|  
|-
| 1815
| 1817
| François Claude Dubois
| Légitimiste
|  
|-
| 1817
| 1821
| François-Marie Delorme-Villedaulé
|  
| Armateur
|-
| 1821
| 1824
| Mathurin Guillaume Guibert de La Noe
|  
| Armateur, corsaire, négociant
|-
| 1824
| 1830
| Mathurin Joseph Guibert de La Noe
| Légitimiste
| Armateur, fils du précédent
|-
| 1830
| 1835
| Jacques Epron-Desjardins
|  
| Contre-amiral
|-
| 1835
| 1838
| Auguste Duhaut-Cilly
|  
| Capitaine au long cours
|-
| 1838
| 1840
| Charles Lossieux
|  
|  
|-
| 1840
| 1848
| Philippe Douville
|  
|  
|-
| 1848
| 1866
| Édouard Michel Gouazon
| Bonapartiste
| Conseiller général de Saint-Servan (1864 → 1866)
|-
| 1866
| 1869
| Paul Pointel
| Bonapartiste
| Officier de marine
Conseiller général de Saint-Servan (1867 → 1871)
|-
| 1870
| 1874
| François-Marie Le Pomellec
| Centre
gauche
| Avocat puis armateur
Conseiller général de Saint-Servan (1871 → 1877)
|-
| 1875
| 1876
| Alexandre Chèvremont
|  
| Préfet, historien
|-
| 1876
| 1877
(décès)
| François-Marie Le Pomellec
| Centre
gauche
| Avocat puis armateur
Député d'Ille-et-Vilaine (1876 → 1877)
Conseiller général de Saint-Servan (1871 → 1877)
|-
| 1877
| 1888
| François Lenormand
| Républicain
| Conseiller général de Saint-Servan (1877 → 1895)
|-
| 1888
| 1899
| Léonce Eugène Demalvilain
| Républicain
| Armateur, président du tribunal de commerce
Député d'Ille-et-Vilaine (1893 → 1897)
Conseiller d'arrondissement
|-
| 1899
| 1900
| Gaston Busson
|  
|  
|-
| 1900
| 1901
| Léonce Adrien Demalvilain
| Républicain
| Propriétaire, armateur et négociant
Conseiller général de Saint-Servan (1895 → 1919)
|-
| 1901
| 1903
| Auguste Aubrée
|  
|  
|-
| 1903
| 1919
| Léonce Adrien Demalvilain
| Républicain
| Propriétaire, armateur et négociant
Conseiller général de Saint-Servan (1895 → 1919)
|-
| 1919
| 1923
| Eugène Brouard
| FR
| Conseiller général de Saint-Servan (1922 → 1928)
|-
| 1923
| 1929
| Jules Haize
| Républicain
national
| Imprimeur
Conseiller d'arrondissement (1925 → 1931)
|-
| 1929
| 1932
(décès)
| Léonce Adrien Demalvilain
| Républicain
| Propriétaire, armateur et négociant
Conseiller général de Saint-Servan (1928 → 1932)
|-
| 1932
| 1940
| Guy La Chambre
| Rad.
| Avocat, ministre
Député d'Ille-et-Vilaine (1928 → 1940)
Conseiller général de Dinard (1930 → 1940)
Révoqué par le Gouvernement de Vichy le 5 octobre 1940
|-
| Les données manquantes sont à compléter.
|-
| 1944
| 1944
| Paul Delacour
| DVD
| Importateur de sel
|-
| 1944
| 1945
| Célestin Huët
|  
| Médecin
|-
| 1945
| 1953
| Paul Delacour
| DVD
| Importateur de sel
Conseiller général de Saint-Servan (1955 → 1961)
|-
| 1953
| 1959
| Yves Menguy
| CNIP
| Capitaine au long cours, maire honoraire
|-
| 1959
| 1965
| Lucien Huet
| UNR
| Armateur
Conseiller général de Saint-Servan (1961 → 1967)
|-
| 1965
| 1967
| Marcel Planchet
| SE
| Entrepreneur de travaux publics
|}
En 1965, Marcel Planchet succède à Lucien Huet jusqu'à la fusion des trois villes en 1967 et sera le premier maire du grand Saint-Malo.

### Tendances politiques et résultats

#### Référendums
Référendum sur l'autodétermination de l'Algérie
8 janvier 1961
| Oui : 5 647 (84,87 %) |  |  | Non : 1 007 (15,13 %) |
| ▲                     |  |  |                       |

Référendum constitutionnel de 1958
28 septembre 1958
| Oui : 6 112 (85,00 %) |  |  | Non : 1 079 (15,00 %) |
| ▲                     |  |  |                       |

Référendum constitutionnel de 1945
21 octobre 1945
| Oui : 5 840 (97,77 %) |  |  | Non : 133 (2,23 %) |
| ▲                     |  |  |                    |

| Oui : 4 447 (75,07 %) |  |  | Non : 1 477 (24,93 %) |
| ▲                     |  |  |                       |

### Services administratifs
Saint-Servan dispose de plusieurs services administratifs :
- Mairie annexe, police municipale et bibliothèque annex situées place Bouvet ;
- Théâtre Bouvet, situé à deux pas de la mairie ;
- Bureau de poste ;
- L'Établissement national des invalides de la marine (ENIM) se trouve représenté de longue date à Saint-Servan. L'ENIM, créé sous Jean-Baptiste Colbert, est le plus ancien organisme de sécurité sociale français.

## Démographie
| 1793   | 1800  | 1806  | 1821  | 1831  | 1836  | 1841   | 1846  | 1851  |
| ------ | ----- | ----- | ----- | ----- | ----- | ------ | ----- | ----- |
| 10 486 | 8 836 | 9 255 | 9 661 | 9 975 | 9 948 | 10 257 | 9 636 | 9 964 |

| 1856   | 1861   | 1866   | 1872   | 1876   | 1881   | 1886   | 1891   | 1896   |
| ------ | ------ | ------ | ------ | ------ | ------ | ------ | ------ | ------ |
| 12 802 | 12 709 | 13 312 | 12 565 | 12 281 | 12 867 | 12 163 | 11 608 | 12 240 |

| 1901   | 1906   | 1911   | 1921   | 1926   | 1931   | 1936   | 1946   | 1954   |
| ------ | ------ | ------ | ------ | ------ | ------ | ------ | ------ | ------ |
| 12 597 | 12 242 | 12 823 | 12 622 | 12 510 | 12 693 | 12 323 | 12 832 | 13 763 |

| 1962   | - | - | - | - | - | - | - | - |
| ------ | - | - | - | - | - | - | - | - |
| 14 963 | - | - | - | - | - | - | - | - |

## Monuments et lieux touristiques

### Centre-ville

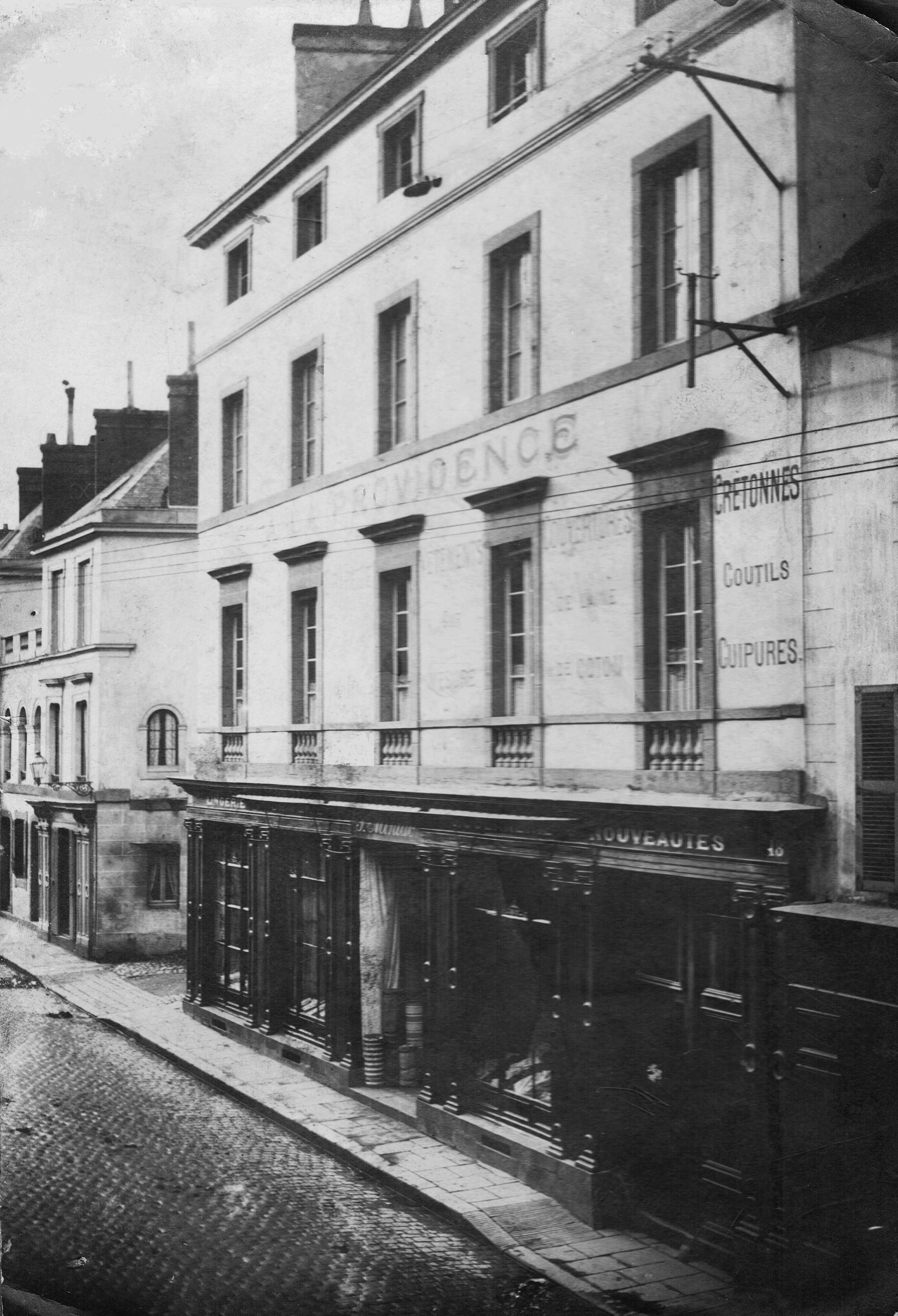
La rue Ville-Pépin, depuis la maison Miniac, début XXe siècle.

- la rue Ville-Pépin, principal axe de l'ancienne commune.
- La place Bouvet, place de l'ancienne mairie.
- Le parc Bel-Air, avec son ancienne tour de moulin transformée ensuite en sémaphore.
- L'école du Bel-Air, fresque Les Fables de la Fontaine de Geoffroy Dauvergne (1953).
- L'ancien hôtel de Ville de Saint-Servan, devenu depuis 1967, date de la fusion de la commune avec Saint-Malo, une annexe. C'est un bâtiment de style néo-Renaissance en briques et pierres. Il a été construit vers 1860 par l'architecte Hippolyte Béziers-Lafosse.
- La chapelle Saint-Louis, rue Ville-Pépin, construite en 1612.
- La place de la Roulais.
- La rue Dauphine, une maison de 1719 au no 10. Du no 16 au no 20, puis du no 22 au no 24, maison de 1684. Au no 38, une maison construite en 1747.
- La rue Georges-Clemenceau. Aux nos 47-49, des maisons construites en 1723. Au no 66, une maison de 1844. Aux nos 67-69, des habitations datant de 1725. Aux nos 83-85, des maisons de 1674.

### Quartier Solidor
- Le quartier Solidor, vu du sentier GR 34 sur la cité d'AlethL'embouchure de la Rance.

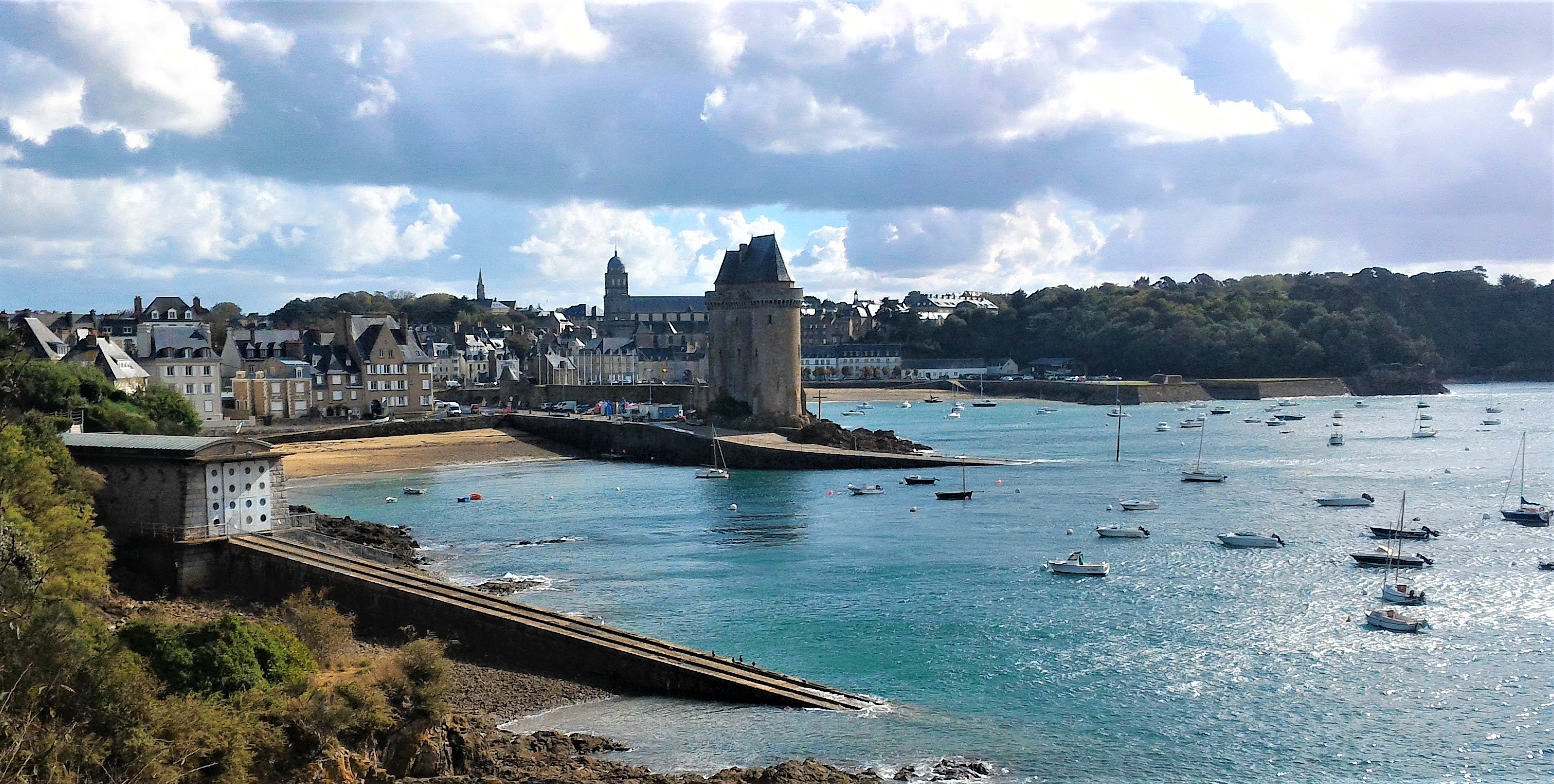
Le quartier Solidor, vu du sentier GR 34 sur la cité d'Aleth

- La tour Solidor du XIVe siècle abritant le musée des Cap-Horniers.
- Le port de Solidor est l'ancien site de construction navale. Du port, il est possible de voir l'estuaire de la Rance, le rocher de Bizeux avec sa statue de la vierge et l'usine marémotrice.
- La cité d'Aleth : ancienne place forte gallo-romaine, fortifiée par Vauban puis par les Allemands pendant la Seconde Guerre mondiale avec bunkers et réseaux souterrains. Un chemin des douaniers (GR 34) en fait le tour.

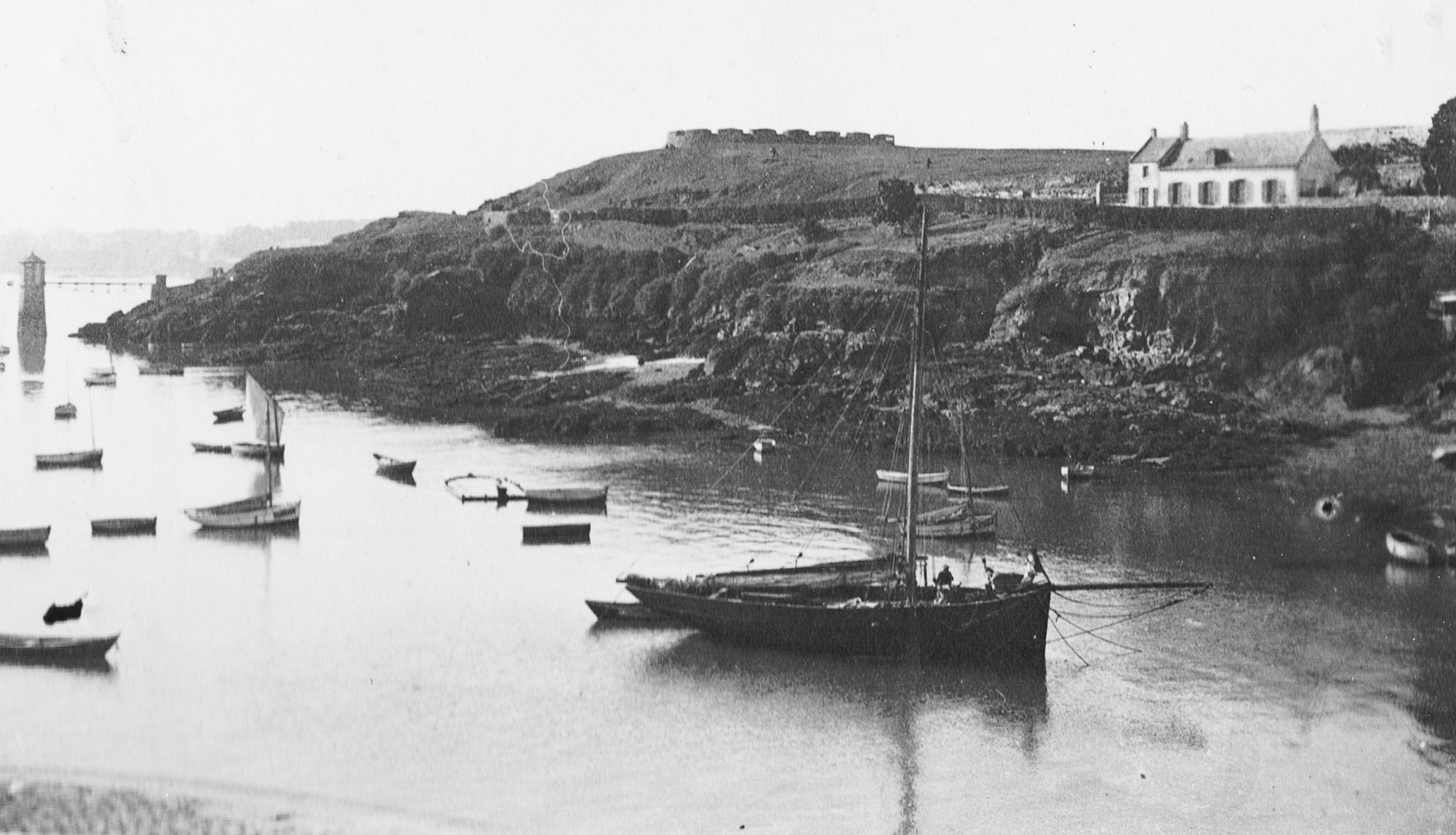
La cité d'Aleth et la maison de Louis Duchesne en 1920.

- Les ruines de la cathédrale carolingienne d'Aleth.
- Chemin de la Corderie, et son prolongement non nommé en corniche qui longe le fort d'Aleth.
- Les « Côtières », ancienne demeure de Louis Duchesne et ancien corps de garde du XVIIIe siècle, au 8 chemin de la Corniche.
- L'école de la Cité, fresques de Geoffroy Dauvergne (1953).
- L'usine marémotrice de la Rance.
- L'Ar Zenith, un dundee sénan, mis au sec sur la cale de l'ancien arsenal.
- Le quai Sébastopol : aux nos 3 et 5, deux anciennes maisons datant de 1684-1685. Sur le quai, un Monument au commandant Charcot, œuvre du sculpteur René Quillivic.
- Le quai Solidor : au no 27, ancien hôtel d'armateur.
- L'ancien commissariat de la marine de Solidor
- Le petit port Saint-Père

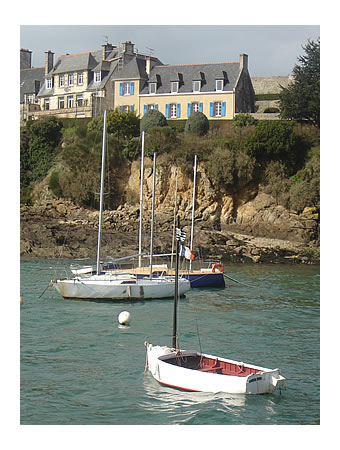
La maison aux volets bleus de l'académicien Louis Duchesne (1843-1922), au-dessus du port Saint-Père.

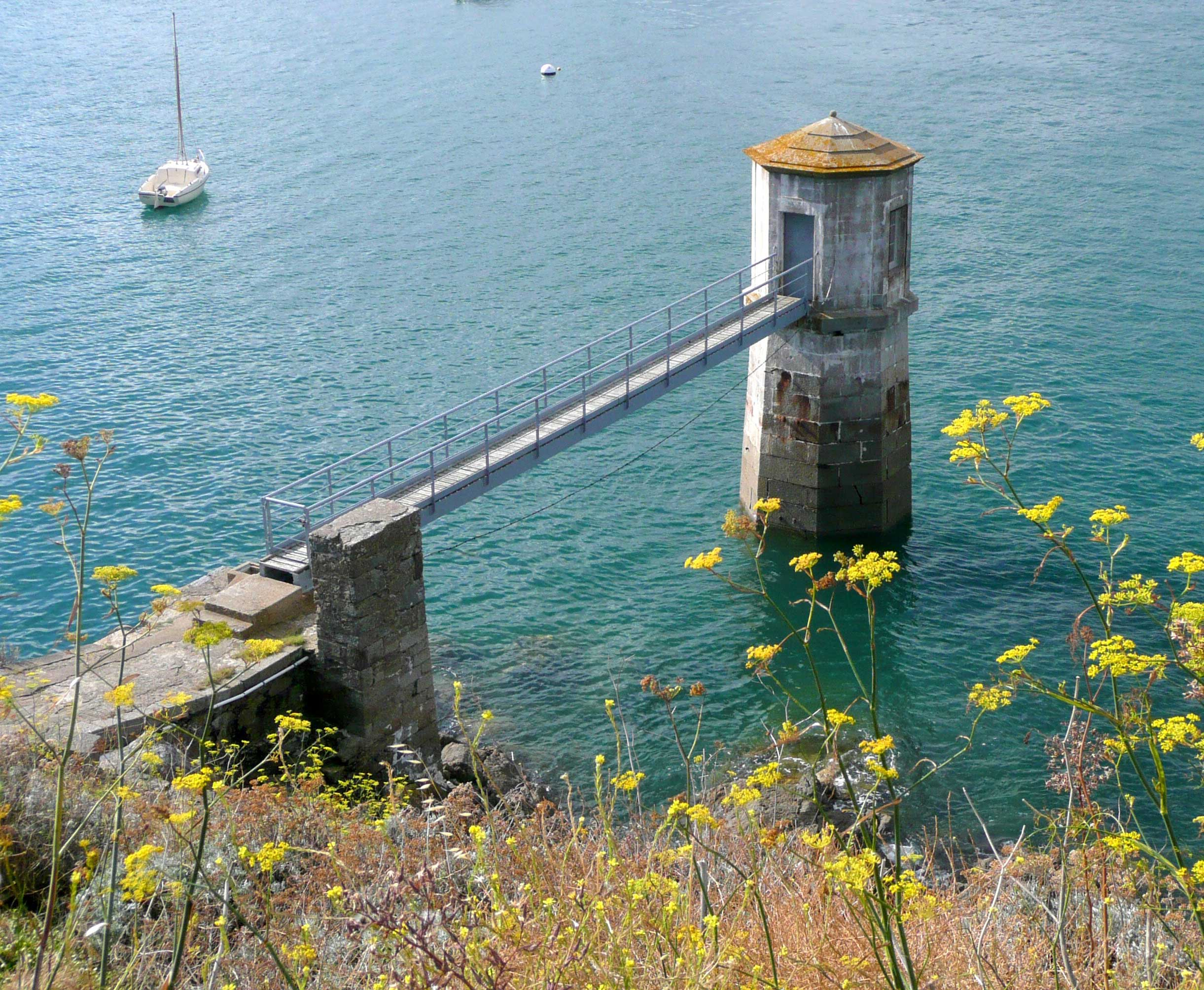
La tour marégraphe.

- Le marégraphe : une tour marégraphe construite par la direction hydraulique de Brest à la fin du XIXe siècle[29] sur l'embouchure de la Rance afin d'avoir une connaissance précise de la marée. Il se situe à côté du port de Saint-Père, au pied de la cité d'Aleth. Il est encore utilisé aujourd'hui pour le fonctionnement du barrage sur la Rance[29]. Il s'agit d'une tour creuse, de 5 mètres de large à sa base et 3,5 m à son sommet par laquelle on accède par une rampe de 19 mètres. L'eau de mer y entre par une ouverture toujours immergée au pied de la tour (pour éviter les interférences dues aux vagues). La chambre d'observation est équipée d'un maréomètre, invention de M. Chazellon[29]. Il s'agit d'un cylindre horizontal recouvert d'une feuille de papier sur lequel s'inscrivent les hauteurs de marées. Le marégraphe est construit sur un antique lieu d'échouage des navires approvisionnant Aleth. On retrouve d'ailleurs sous la rampe d'accès les vestiges d'une maçonnerie gallo-romaine[29]. Endommagé en août 1944 lors des combats pour la libération de Saint-Malo, le marégraphe est rénové en 1970[29].

### Quartier des Bas-Sablons

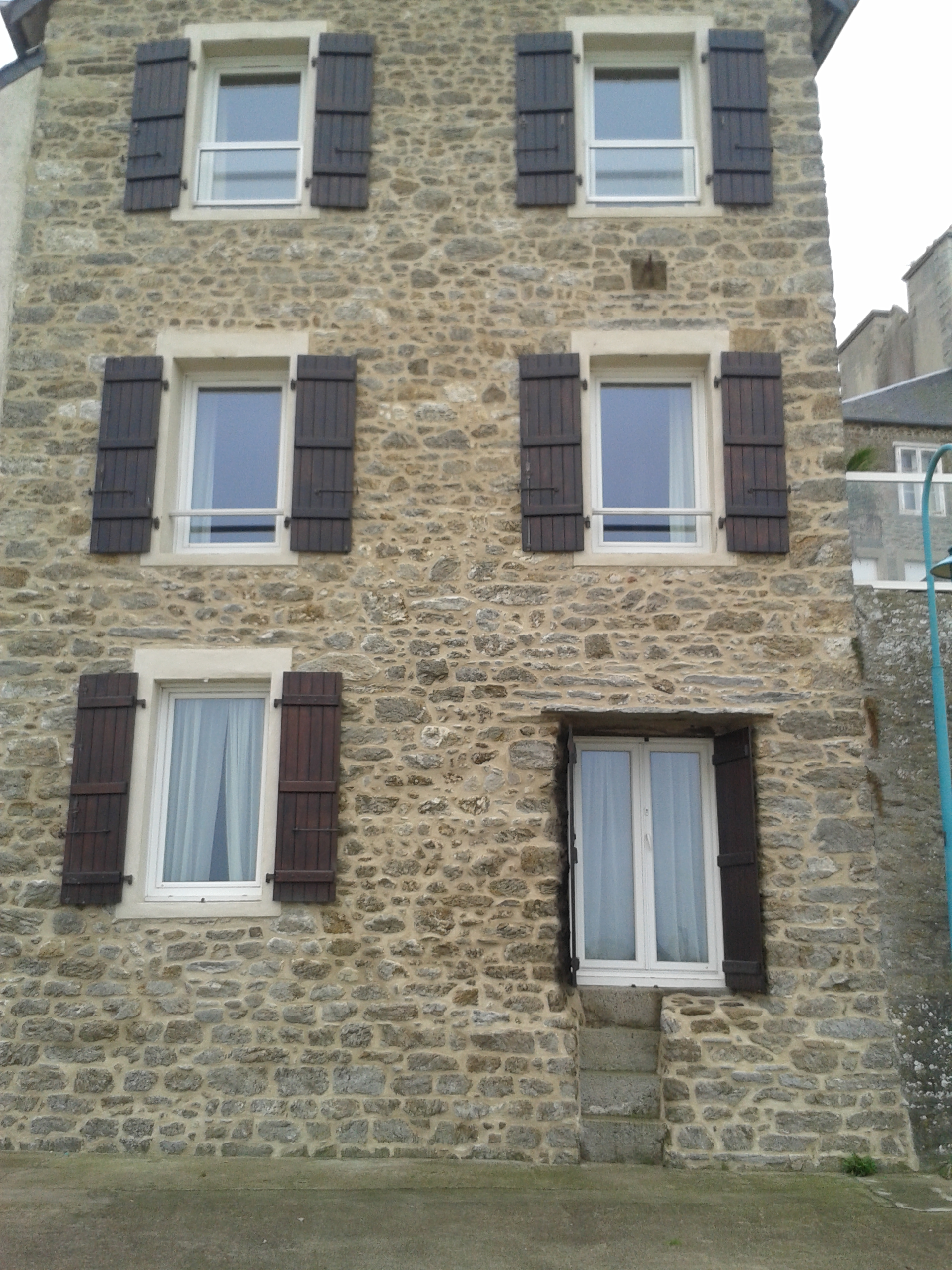
Maison le long de la plage des Bas-Sablons, avec la porte d'entrée en hauteur.

- L'anse et la plage des Bas-Sablons.
- Le phare des Bas-Sablons sur le quai de la plage du même nom.
- Le jardin de la place Monseigneur-Duchesne, avec le buste de Louis Duchesne (1900), œuvre du statuaire sculpteur Paul Roussel.
- L' Hôtel Victoria, construit en 1888, la grande salle fut décorée en 1939 par la peintre Étienne Blandin (1903-1991) de cinq grands tableaux : Jacques Cartier au Canada - Dugay Trouin à Rio de Janeiro - La prise du Kent par Robert Surcouf - Le combat de l'Aréthuse commandée par le servannais Pierre Bouvet contre le vaisseau anglais l'Amelia, 116 × 184 cm (Collection de la Ville de Saint-Malo) - Le Pourquoi Pas ? du commandant Charcot à l'Île Petermann en Antarctique, ce dernier faisant 198 × 322 cm (Collection de la Ville de Saint-Malo)[30].

### Quartier Sainte-Croix
- L'église Sainte-Croix (inscrite au titre des monuments historiques) se signale par son clocher carré à dôme. Il s'élève au-dessus des toits de l'ancien arsenal. L'église est un vaste édifice dont la première pierre a été posée en 1715. Elle a remplacé l'ancienne église paroissiale de Saint-Servan devenue trop petite. L'église a été construite par les ingénieurs du roi : le Savoyard Amédée Frézier, le Parisien Siméon Garangeau et par l'architecte Jean Datour. Elle fut consacrée en 1743. Elle fut pavée en 1785. La tour et les trois premières travées sont reconstruites entre 1828 et 1840 à partir des plans de l'architecte de la ville Julien Leclair. Les vitraux réalisés en 1962 sont de Joseph Archepel.
- L'église paroissiale Saint-Pierre.
- La roseraie Sainte-Anne, un jardin d'une superficie de 4 000 m2, situé dans le potager d'un ancien monastère du XVIIIe siècle, clos de murs. Elle regroupe diverses variétés de rosiers et de plantes vivaces.

### Quartier du Rosais
- Ancien hôpital (du XVIIIe siècle) et son jardin.
- Le cimetière marin du Rosais, face à la Rance, où repose Louis Duchesne.

### Quartier Bellevue
- L'église Saint-Jean-l'Évangéliste, église paroissiale de quartier construite en 1963 par l'architecte René Blin, fresque de la façade de Geoffroy Dauvergne, statue du saint patron en bois par Jean Fréour, et Vierge à l'Enfant, statue en bois par Victor Feltrin (1909-1993).

### Quartier La Pie
- La chapelle de l'Hôpital général (XVIIIe siècle).
- La maison natale de Suzy Solidor.

### Malouinières
- Malouinière de la Basse-Flourie, construction des XVIIe siècle et XVIIIe siècle,  Inscrit MH (2017)
- Malouinière de la Giclais.
- Malouinière de La Haute-Flourie
- Malouinière de La Houbarderie anciennement:" de La Gervinais", construite en 1712 par l'architecte Petit de Villéon.
- Malouinière de la Verderie, a trois travées

### Manoirs
- Manoir de la Baronnerie du XVIIe siècle, route de Saint-Jouan-des-Guerets, tourelle et chapelle.
- Manoir de Beauregard, rue de la Glacière, 1711 sur le fronton de la porte.Il était autrefois accosté de deux ailes qui furent démolies vers la fin du XIXe siècle, propriété de la famille Faisant en 1513.
- Manoir de Beauvais, route de Château-Malo, en 1513 à la famille Lésvêque, puis au XVIIIe siècle à la famille Grout.
- Manoir de Belestre, route de Saint-Méloir-des-Ondes.
- Manoir de Saint-Étienne, route de Château-Malo, a appartenu à la famille d'Arthuys.
- Manoir de la Flandais, route de Saint Jouan des Guérets, avec une tourelle.
- Manoir du Fougeray, route de Saint-Méloir-des-Ondes.
- Manoir de la Grande-Simonnais, tourelle et chapelle, 1782.
- Manoir de la Grand'Fontaine, route de Château-Malo.
- Manoir de la Guénetrie, route de Château-Malo, chapelle de 1620.
- Manoir des Guimerais, route de Saint-Jouan-des-Guerets, appartient à la famille Thomas, puis Saisset et Julien.
- Manoir de la Hulotais ou Hulottais, XVIIe siècle, chapelle 1712, route de Saint-Malo. (Famille Dufresne)
- Manoir de Lorette, route Saint-Jouan-des-Guerets, chapelle reconstruite en 1725 bénite par Jacques Magon de Trégeury, chanoine de Saint-Malo.
- Manoir du Haut-Mottay, chapelle,reconstruit en 1667, route de Saint-Méloir-des-Ondes.
- Manoir de la Moutonnerie, route de Saint-Méloir-des-Ondes.
- Manoir de Riancourt ou Riaucourt, rue de Riaucourt, avec chapelle de la Sainte Trinité, reconstruite en 1733, propriété de Jacques Vincent des Bas-Sablons. Elle fut bénite le 21 octobre 1733 par M. Perrée, vicaire général de Saint-Malo (Pouillé de Rennes). Robert Surcouf y meurt en 1827. Dévasté par un incendie en 1924. La porte d'entrée de l'ancien aquarium de Saint-Malo provient de la chapelle du manoir de Riancourt
- Manoir de la Tréhérais ou Tréhairais, route de Saint-Méloir-des-Ondes.
- Manoir de la Verrerie, portail de 1637 par Noël Danycan au 26 rue de Dreux.
- Manoir de la Ville Anne, route de Saint-Méloir des Ondes, chapelle, Colombier.
- Manoir de la Ville-és-Chats, route de Château-Malo, famille Porcon de la Barbinais au XVe siècle, Manigard en 1513 et Nepvou.

### Lieux divers
- Métairie de La Blinais, à l'emplacement de laquelle fut construite la malouinière de La Balue où fut également construite une chapelle en 1715.
- Le collège du Sacré-Cœur.
- Le grand parc, le jardin botanique et le château de la Briantais.
- Le grand aquarium.
- La Malouinière de la Balue, aujourd'hui englobée dans le lycée Jacques-Cartier.
- Différentes écoles construites dans les années 1950 par l'architecte André Murat, dont l'école du Petit-Trianon, décorées de fresques de Geoffroy Dauvergne (1956).
- L'anse et la plage du Four-à-chaux.

## Héraldique
| Blason de la ville de Saint-Servan | Le blason de Saint-Servan se blasonne ainsi : « D'azur au voilier contourné d'or à dextre, pavillonné de sable, voguant sur une mer de sinople, au rocher de sable, mouvant de la mer à senestre, sommé d'une tour carrée essorée d'or, pavillonnée de sable; au chef d'argent chargé de cinq mouchetures d'hermine. » |

## Tableaux

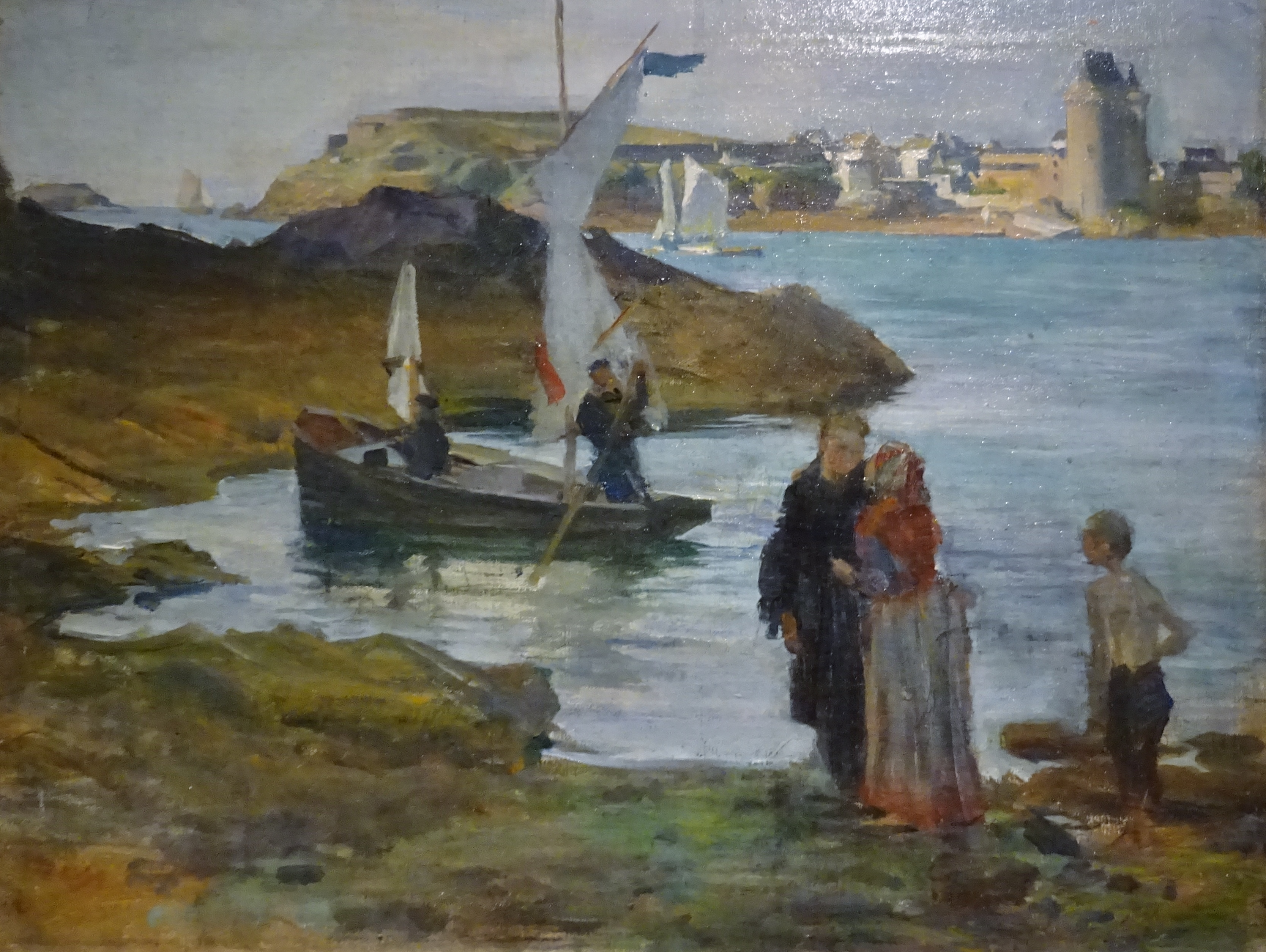
Lucien Simon : Le départ en barque de saint Galonnec, Saint-Servan (huile sur toile, vers 1890).

- Lucien Simon : Le départ en barque de saint Galonnec, Saint-Servan (huile sur toile, vers 1890).

## Personnalités liées à la ville
- Guillaume Couillard (1588-1666), un des pionniers de la Nouvelle-France.
- Nicolas-Pierre Duclos-Guyot (1722-1794), navigateur français mort à Saint-Servan.
- Gabriel Guyot de Folleville (1764-1794), le "faux évêque d'Agra".
- René Noël Rosse (1767-1826), capitaine corsaire, inhumé au vieux cimetière.
- Jacques Epron de la Horie (1768-1837), vice-amiral, ministre de la marine.
- Pierre Bouvet de Maisonneuve (1750-1795), officier de marine, contre-amiral, père de Pierre François Étienne qui suit:
- Pierre François Étienne Bouvet de Maisonneuve (1775-1860), contre-amiral à la brillante carrière maritime, dont en océan Indien ; une statue de l'amiral Bouvet se trouve devant l'ancien hôtel de ville de Saint-Servan.
- Jeanne Jugan (1792-1879), sainte.
- Auguste-Léopold Protet (1808-1862), contre-amiral, fondateur de la ville de Dakar.
- Alexandre Marie du Crest de Villeneuve (1813-1892), contre-amiral.
- François Colomban Étienne Marie Benic (1816-1876), contre-amiral, inhumé au vieux cimetière.
- Auguste Véron (1819-1901), vice-amiral, sénateur.
- Edmé Bourdais (1820-1861), officier de marine.
- Édouard Riou (1833-1900), dessinateur des albums Hetzel de Jules Verne.
- Louis Duchesne (1843-1922), prélat, historien et membre de l'Académie française, né et inhumé à Saint-Servan.
- Mgr Eugène Le Fer de La Motte (1867-1936), évêque catholique.
- Georges Tiret-Bognet (1855-1935), né à Saint-Servan, dessinateur, illustrateur et peintre.
- Joseph Paul Meslé (1855-1927), peintre né à Saint-Servan.
- Émile Auguste Léon Hourst (1864-1940), explorateur du Niger, résident à Saint-Servan en 1899.
- Louis Bachelier (1870-1946), mathématicien, décédé à Saint-Servan.
- Mgr Auguste Diès (1875-1958), archevêque catholique, membre de l'Académie des inscriptions et belles-lettres, helléniste, docteur ès lettres, professeur aux facultés catholiques de l'Ouest, mort à Saint-Servan.
- Ernest Guéguen (1885-1915), international français de football.
- Guy La Chambre (1898-1975), ministre.
- Edmond Miniac (1884-1947), avocat général à la cour de cassation, né et inhumé à Saint-Servan.
- Suzy Solidor (1900-1983), chanteuse réaliste, née à Saint-Servan.
- Étienne Blandin, né à Saint-Broladre en 1903, mort à Saint-Servan en 1991, peintre officiel de la Marine, professeur de dessin à Saint-Malo.
- Angèle Vannier (1917-1980), poétesse, née à Saint-Servan.
- Jean Grumellon (1923-1991), footballeur international français né à Saint-Servan.
- Mgr Pierre Plateau (né en 1924), évêque catholique.
- Pierre Guillaume, né à Saint-Servan le 11 août 1925.